# ویسباخ (آلمان)
ویسباخ (به آلمانی: Wiesbach) یک شهر در آلمان است که در زودوستپفالتس واقع شده‌است. ویسباخ ۵۴۹ نفر جمعیت دارد.